# Аквинии
Аквиниите (gens Aquinia) са плебейска фамилия от Древен Рим.
Известни от фамилията:
- Марк Аквиний, съратник на Помпей Велики в Африка, след това на Гай Юлий Цезар.[1]
- Аквиний, поет, зачитан от Катул и Цицерон.[2][3]